# 米沢市立西部小学校
米沢市立西部小学校（よねざわしりつ せいぶしょうがっこう）は山形県米沢市にある公立小学校。

## 教育目標
- よく考え　進んで学習する子ども
- あかるく　思いやりのある子ども
- けんこうで　最後までがんばる子ども

## 沿革
- 1876年（明治9年）11月1日 - 館山生蓮寺南に霞城学校として開校
- 1879年（明治12年） - 館山上山に和風2階建校舎新築移転
- 1892年（明治25年）5月 - 館山尋常高等小学校に改称
- 1902年（明治35年）9月 - 他屋町に移転、西部尋常小学校に改称
- 1914年（大正3年）10月 - 炭小屋より出火し、全焼。
- 1915年（大正4年） - 新校舎落成
- 1941年（昭和16年）4月1日 - 国民学校令により米沢市立西部国民学校に改称
- 1947年（昭和22年） - 学制改革により、米沢市立西部小学校に改称
- 1956年（昭和31年） - プール、西体育館落成。
- 1976年（昭和51年）6月 - 新校舎落成
- 1981年（昭和56年）12月 - 東体育館竣工
- 2023年（令和5年）4月1日 - 三沢東部小学校と三沢西部小学校の閉校に伴い、西部小学校が受け入れ校となる。

## 通学区域
- 木場町、御廟一丁目、御廟二丁目(愛宕小学校通学区域を除く。)、信夫町、城西一丁目(愛宕小学校通学区域を除く。)、城西二丁目、城西三丁目、城西四丁目、舘山一丁目、舘山二丁目、舘山三丁目、舘山四丁目、舘山五丁目、舘山六丁目、舘山矢子町、直江町、成島町一丁目、成島町二丁目、成島町三丁目、西大通一丁目(北部小学校通学区域を除く。)、西大通二丁目、吹屋敷町、矢来一丁目、矢来二丁目、矢来三丁目、大字舘山、大字口田沢(72番地の1、3037番地の1から3112番地の4まで)、大字塩野、大字吹屋敷、赤芝町、小野川町、大字簗沢、大字口田沢、大字神原、大字入田沢[4]

## 進学先中学校
- 公立学校は、第三中学校へ進学、一部は第二中学校に進学する[4]。

## 周辺
- 米沢市営西部野球場
- JR東日本 米坂線 西米沢駅
- 米沢藩主上杉家墓所